# Baragon
Baragon (jap. バラゴン Baragon) – fikcyjny gigantyczny potwór (kaijū), występujący w japońskich filmach fantastycznonaukowych wytwórni Tōhō. Baragon jest czworonożnym czerwonobrązowym synapsydem o pojedynczym dużym rogu na czole i dużymi uszami. Baragon ma także dwa zestawy segmentowanych, płytek biegnące przez grzbiet i długi ogon. Po raz pierwszy pojawił się w filmie Frankenstein Conquers the World, następnie wystąpił w dwóch filmach z serii o Godzilli: Zniszczyć wszystkie potwory z 1968 roku oraz Wielkiej bitwie potworów z 2001 roku.

## Opis

### Seria Shōwa
W swoim debiucie w Frankenstein Conquers the World, Baragon grał rolę antagonisty i przeciwnika tytułowego Frankensteina. Wg teorii kapitana Kawai, Baragon był przedstawicielem ssakokształtnego gada chcącego przetrwać zmiany klimatyczne, jakie nastały pod koniec mezozoiku i zakopał się pod ziemią, gdzie do czasów współczesnych tam żył i rozmnażał się. Jego róg na czole oświetlał mu drogę podczas drążenia tuneli. Wreszcie po milionach lat wydostał się na powierzchnię podczas trzęsienia ziemi na polu naftowym w prefekturze Akita, czego świadkiem był Kawai. Wychodził wyłącznie na powierzchnię ziemi nocą, a za dnia dopiero podczas mgły. 
Pierwszy raz pojawił się nocą w Shirane, gdzie zniszczył domki letniskowe, a następnie został ledwo dostrzeżony przez robotników w budowanym tunelu w Shimizu i wzięty za Frankensteina. Potem dokonał zniszczeń w innych wsiach, za które niesłużnie oskarżany jest Frankenstein. W istnienie Baragona nikt nie wierzył, a Kawai był traktowany za szaleńca. Wkrótce Baragon objawił się ludziom w lasach Alp Japońskich i przyszło mu stoczyć dwie walki z Frankensteinem, w wyniku tej ostatniej poniósł śmierć.
Baragon powrócił w filmie Zniszczyć wszystkie potwory, gdzie żył w specjalnie stworzonym na archipelagu Ogasawara środowisku dla potworów – Wyspie Potworów. Ich spokój na wyspie zakłócili Kilaakowie, rasa kosmitów, która planowała podbić Ziemię. W tym celu przejęli oni kontrolę nad ziemskimi potworami i wysłali je, by niszczyły ludzkie miasta. Po zniszczeniu przez załogę Moonlight SY-3 urządzenia kontrolnego Kilaaków był widziany przed rozpoczęciem się finałowej bitwy u stóp góry Fudżi, pomiędzy ziemskimi potworami, a przysłanym przez Kilaaków potworem z kosmosu – Królem Ghidorą, jednak nie brał w niej czynnego udziału. Gdy inwazja Kilaaków została zdławiona, Baragon wraz z innymi potworami wrócił na archipelag Ogasawara, gdzie żył w spokoju.
Pierwotnie miał wystąpić w scenie ataku na Paryż, gdzie miał on zniszczyć tamtejszy Łuk Triumfalny, jednak został zastąpiony Gorozaurem. 

### Seria Millenium
Baragon wystąpił w filmie Wielka bitwa potworów, gdzie wraz z Królem Ghidorą i Mothrą był jednym z trzech strażników broniących Japonii przed wielkimi niebezpieczeństwami. Baragon był Bogiem Ziemi (jap. 地の神 Ji no Gami). Wszyscy strażnicy zostali zbudzeni przez Hirotoshiego Isayamę, by powstrzymali Godzillę będącego personifikacją żądnych zemsty pomordowanych ludzi przez Japonię w czasach II wojny światowej. 
Baragon ujawnił się grzebiąc w tunelu niedaleko góry Myōkō, powodując lawinę, która zabiła gang motocyklistów. Przerażony kierowca ciężarówki będący świadkiem wziął go za Godzillę i taką wersję podał władzom. Baragon nadal drążył pod ziemią, co interpretowano przez władze jako trzęsienie ziemi z ruchomym epicentrum. Baragon pojawił się na wsi w pobliżu posterunku policji, uwalniając Isayamę z więzienia. Baragon kontynuował podróż przez kraj i został błędnie zidentyfikowany przez wielu naocznych świadków jako „czerwony Godzilla”. W końcu Baragon spotkał samego Godzillę i zaatakował go. Wkrótce Godzilla okazał się jednak nieporównywalnie silniejszy od Baragona, który salwował się ucieczką. Nim zdążył uciec pod ziemię, został przez Godzillę termonuklearnym oddechem.
Później, w wodach Jokohamy po zabiciu przez Godzillę wszystkich trzech strażników, duch Baragona wraz z duchami Mothry i Króla Ghidory, wszedł w ciało Godzilli i unieruchomił go wystarczająco długo, aby admirał Tachibana w łodzi podwodnej Satsuma mógł zranić potwora i doprowadzić do jego śmierci.

### Zdolności
Baragon posiada zdolność zagrzebywania się pod ziemią. Dzięki temu zdolny jest uciec przeciwnikowi a także, sprawić by ziemia się pod nim zapadła. Mimo swoich rozmiarów potrafi daleko skakać. Róg na czole potwora potrafił świecić. Główną zdolnością ofensywną Baragona jest zianie ognistym podmuchem (jedynie w filmie Wielka bitwa potworów był pozbawiony tej zdolności). Oprócz tego jego bronią są pazury i kły.